# 上蓋夫山
47°25′21″N 11°3′54″E / 47.42250°N 11.06500°E

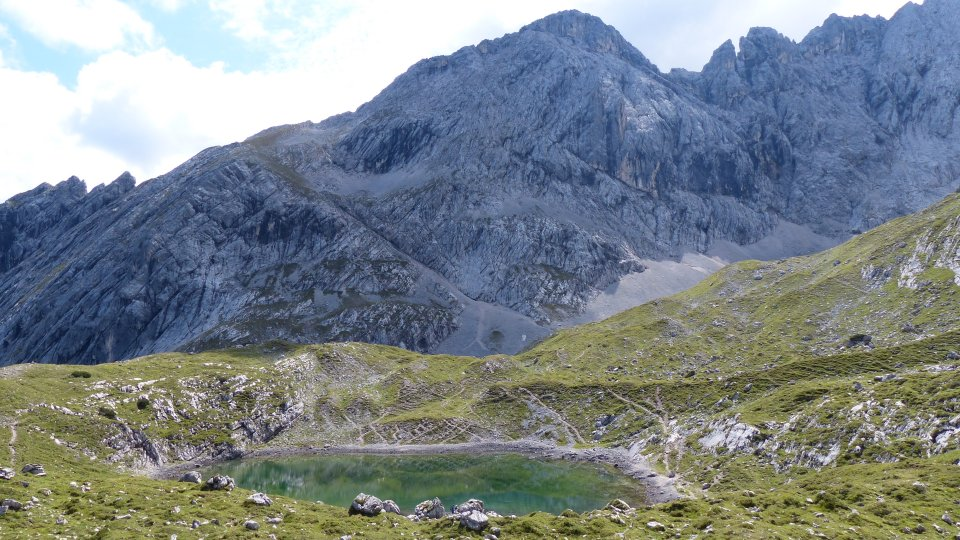

上蓋夫山（德語：Hoher Gaif），是德國的山峰，位於該國東南部，由巴伐利亞負責管轄，屬於韋特施泰因山脈的一部分，海拔高度2,288米，山體在三疊紀時期形成。